# Марти Ларни
Марти Ларни (на английски: Martti Larni) е финландски журналист и писател, автор на произведения в жанровете съвременен, исторически и сатиричен роман. Писал е и под псевдонимите Аслак Нуорти (Aslak Nuorti) и Дан Астер (Dan Aster).

## Биография и творчество
Марти Йоханес Ларни (с рожд. фамилия Лайне) е роден на 22 септември 1909 г. в Пакила (днес квартал на Хелзинки), Финландия. Той е 4-то от 7-те деца на Виктор Лайне и Матилда Пунтилан. Започва да пише стихове на 15 години, а през 1926 г. са публикувани първите му стихове във вестник „Juttutupa“. Става член на Асоциацията на младите писатели през 1928 г.
След гимназията работи различни временни работи в селското стопанство и учи в училище на кооперативното движение. В периода 1937-1943 г. е редактор, а в периода 1943-1951 г. е началник отдел и главен редактор на списание „Еланто“ на търговската кооперативна компания „Еланто“. В периодите 1948-1949 г. и 1951-1954 г. живее в Уисконсин, САЩ, и работи към Централната кооперативна борса в областта на финландско-американското сътрудничество. В периода 1955-1965 г. е редактор на списание „Ние потребителите“, а в периода 1956-1959 г. е ръководител на отдел към Федерацията на потребителските кооперации.
Първият му роман „Seikkailuja Saamenmaassa“ (Приключения в Лапландия) е публикуван през 1936 г. През 1936 г. се жени за Виола Зетерстрьом.
В следващия си роман „Kuilu“ от 1937 г. представя трагичната история на семейство по време на Финландската гражданска война през 1918 г., като засяга чувствителни въпроси от противопоставянето на различните сили и темата за хомосексуалността. Книгата предизвиква сериозен дебат заради смелото си съдържание.
През 1942 г. започва да публикува под името Марти Ларни, с което става известен. По време на Втората световна война работи и като сценарист като сътрудничи на режисьора Валентин Ваала.
След войната през 1946 г. е издаден романът му „Lähellä syntiä“ (Близо до греха), който през 1955 г. е екранизиран в едноименния филм.
Въз основа на впечатленията си от живота и работата си в САЩ пише сатиричния си роман „Четвъртият прешлен или Мошеник по неволя“, в който осмива негативните страни на американското общество, като бързите бракове, комерсиализъм, американското невежество, и др. Книгата е преведена в СССР и в страните от Източния блок, получавайки голяма популярност. По нея се играе и театралната комедия „Четвъртият прешлен“.
Бил е председател на Съюза на финландски писатели. През 1966 г. е удостоен с финландското отличие Орден на Лъва.
Произведенията на писателя за преведени на повече от 20 езика по света.
Марти Ларни умира на 7 март 1993 г. в Хелзинки.

## Произведения
- Seikkailuja Saamenmaassa (1936) – като Аслак Нуорти
- Kuilu (1937) – като Марти Лайне
- Hyvien ihmisten kylä (1942)
- Arvokkaat köyhät ja heidän kirjava seurakuntansa (1944)
- Kahden maailma (1944) – като Дан Астер
- Laulun miekka (1944)
- Malttamaton intohimo (1945) – като Дан Астер
- Äidin kädet (1945)
- Lähellä syntiä (1946)
- Musta Venus (1946) – като Дан Астер, през 1951 г. като Марти Ларни
- Juokseva lähde (1947)
- Taivas laskeutui maahan (1948)
- Minnesota palaa (1952)
- Neljäs nikama eli Veijari vastoin tahtoaan (1957)
Четвъртият прешлен или Мошеник по неволя, изд.: Хр. Г. Данов, Пловдив (1961), прев. Стефана Димитрова
- Kaunis sikopaimen eli Talousneuvos Minna Karlsson-Kanasen muistelmia (1959)
Прекрасната свинарка: Спомените на стопанската съветница Мина Карлсон-Кананен, изд.: Хр. Г. Данов, Пловдив (1962, 1981), прев. Светослав Колев
- Suomalainen mollikissa (1962)
- Tästä ei puhuta julkisesti (1964)
- Uskomatonta onnea (1966)
- Esikoispoika (1968)
- Sokrates Helsingissä ja muita tarinoita (1972)
- Laugh With Larni 1973
- Isät äitiyslomalle ja muita tarinoita (1978)

### Екранизации
- 1942 Yli rajan – сценарист
- 1942 Hopeakihlajaiset – сценарист
- 1943 Keinumorsian – история, сценарист
- 1943 Tuomari Martta – история, сценарист
- 1943 Neiti Tuittupää – история, сценарист
- 1952 Kulkurin tyttö
- 1955 Lähellä syntiä – сценарист, по романа
- 1966 Neljäs nikama – ТВ филм